# Muhammad Jamalul Alam II
Cima Yang Maha Mulia Sultan Muhammad Jamalul ibni Alam al-Marhum Sultan Hashim Jalilul Alam Aqamaddin, KCMG (1889 - 11 de septiembre de 1924) fue el 26ª sultán de Brunéi Darussalam (1906 - 1924). 
Fue el hijo mayor del sultán Hashim Jalilul Alam Aqamaddin. Cuando murió su padre, la responsabilidad del sultanato estuvo en manos del Majlis Pemangku Raja o Consejo de Regencia. Hasta en 1918, Su Alteza fue coronado como sultán. Se interesó mucho en el progreso del país, y estimuló los avances en la agricultura, medicina y educación.

## Títulos y tratamientos
Esta tabla aún no está actualizada. Puedes contribuir aportando información sobre títulos y tratamientos de esta persona.

## Distinciones honoríficas
- Caballero comendador de honor de la Orden de San Miguel y San Jorge (Reino Unido, 05/06/1920).[2]